# Dysphania sagana
Dysphania sagana är en fjärilsart som beskrevs av Druce 1882. Dysphania sagana ingår i släktet Dysphania och familjen mätare. Inga underarter finns listade i Catalogue of Life.

## Bildgalleri

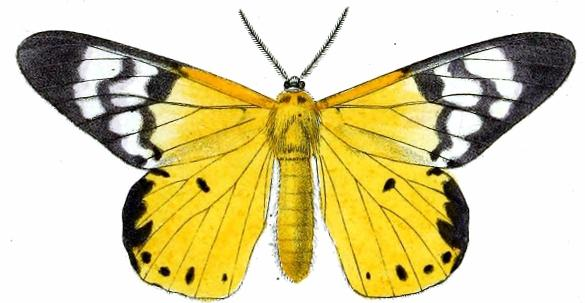